# Corcelles-en-Beaujolais
Corcelles-en-Beaujolais es una comuna francesa situada en el departamento de Ródano, de la región de Auvernia-Ródano-Alpes.

## Demografía
| 498 | 512 | 505 | 564 | 633 | 745 | 713 | 871 | 911 |
| Para los censos de 1962 a 1999 la población legal corresponde a la población sin duplicidades (Fuente: INSEE [Consultar]) |     |     |     |     |     |     |     |     |